# Archibald St. Maur, 13. Duke of Somerset
Archibald Henry Algernon St. Maur, 13. Duke of Somerset (geborener Seymour, * 30. Dezember 1810; † 12. Januar 1891) war ein britischer Peer, Offizier und Politiker.

## Leben
Er war der zweite von drei Söhnen des Edward St. Maur, 11. Duke of Somerset (1775–1855), aus dessen erster Ehe mit Lady Charlotte Hamilton (1772–1827), einer Tochter des Archibald Hamilton, 9. Duke of Hamilton. Sein Vater ließ die Schreibweise seines Familiennamens „Seymour“ amtlich zu „St. Maur“ ändern – man hielt diese für die ursprüngliche Schreibweise des Namens. Als jüngerer Sohn eines Dukes führte er seit Geburt das Höflichkeitsprädikat Lord.
Er trat in die British Army ein und stieg bis in den Rang eines Captain der Royal Horse Guards auf. Nach Ende seiner Armeezeit bewohnte und bewirtschaftete er das landwirtschaftliche Gut Burton Hall in Cheshire. Er wurde ein Deputy Lieutenant von Leicestershire und amtierte von 1844 bis zu seinem Tod als High Sheriff von Leicestershire.
Als sein älterer Bruder Edward St. Maur, 12. Duke of Somerset, 1885 starb und keine legitimen männlichen Nachkommen hinterließ, erbte er im Alter von 74 Jahren dessen Adelstitel als 13. Duke of Somerset, 14. Baron Seymour und 11. Baronet, of Berry Pomeroy. Er wurde dadurch auf Lebenszeit Mitglied des britischen House of Lords.
Er starb 1891 im Alter von 80 Jahren. Da er unverheiratet und kinderlos blieb, erbte sein jüngerer Bruder Algernon St. Maur seine Adelstitel als 14. Duke.